# ریگا
ریگا (لتونیایی: Rīga)، پایتخت و بزرگ‌ترین شهر جمهوری لتونی و یکی از مراکز مهم صنعتی، تجاری، فرهنگی و مالی منطقهٔ بالتیک و یک بندر مهم در منطقه است. ریگا با جمعیت ۷۰۶٫۴۱۳ نفر در سال ۲۰۱۰ بزرگ‌ترین شهر کشورهای حوزهٔ دریای بالتیک و سومین شهر کل منطقهٔ دریای بالتیک پس از سنت پترزبورگ و استکهلم است. مساحت این شهر ۳۰۷٫۱۷ کیلومترمربع است و مرکز تاریخی آن در فهرست میراث جهانی یونسکو قرار دارد.

## نگارخانه

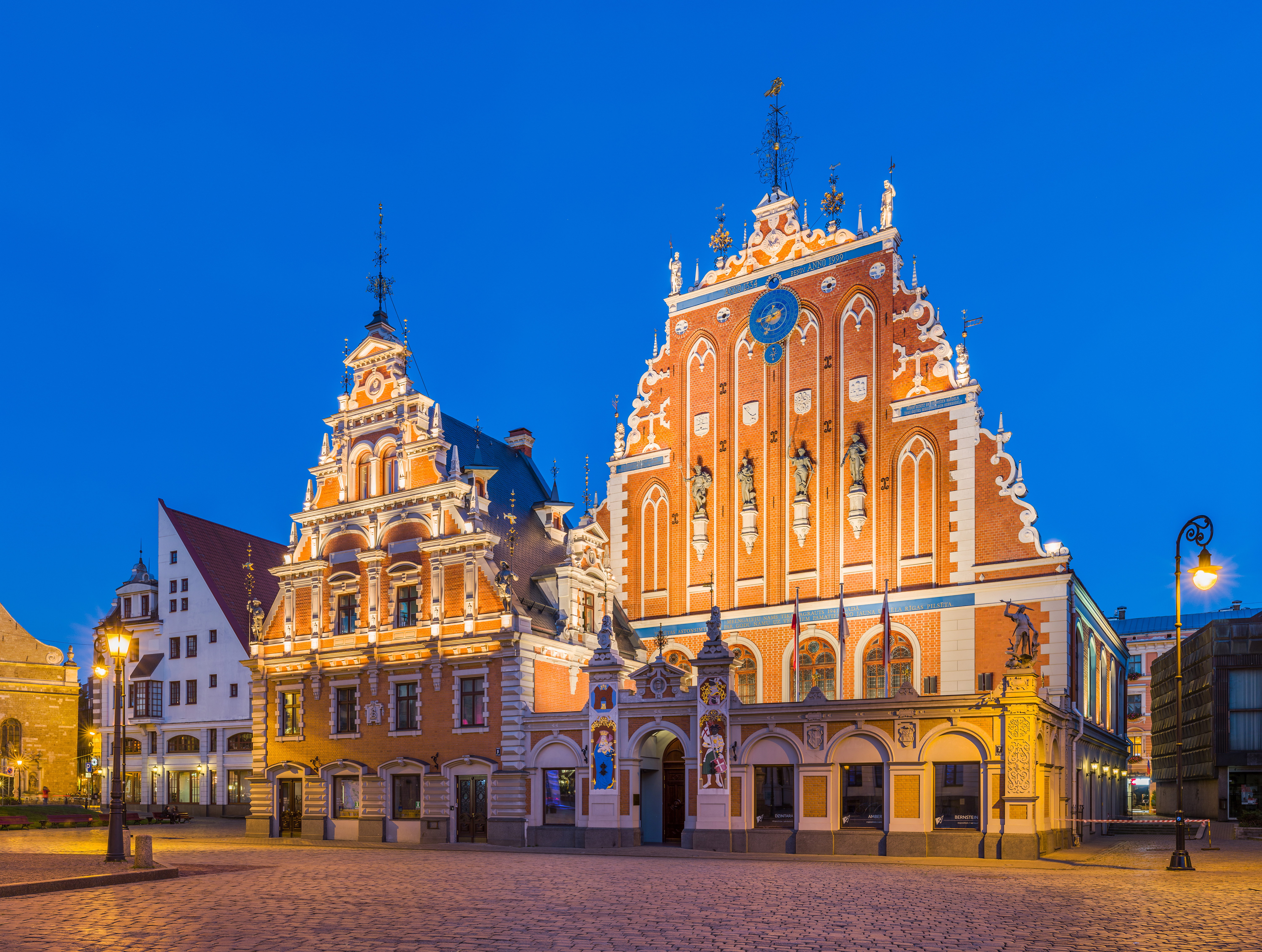
خانه سرسیاه ریگا ساختمانی که در شهر قدیمی ریگا، لتونی واقع شده‌است. ساختمان اولیه در اوایل قرن چهاردهم میلادی برای انجمن برادران سر سیاه که صنفی برای بازرگانان مجرد، مالکان کشتی و خارجی‌ها در ریگا بودند ساخته شد. کارهای عمده در اوایل قرن هفدهم انجام شد وسپس مجسمه‌ها توسط کارگاه آگوست ولز ساخته شده‌اند. علاوه بر این در این مکان اولین درخت کریسمس تزئین شده در سال ۱۵۱۰ برپا شد.